# Wrzesień 2024

## 30 września
- Liczba ofiar powodzi i osuwisk w Nepalu wzrosła do 204 osób, a 30 innych uznano za zagionione. To najwyższe odnotowane opady monsunowe w Nepalu w ciągu ostatnich dwóch dekad[1].
- Ostatnia elektrownia węglowa w Wielkiej Brytanii została zamknięta w Ratcliffe on Soar w hrabstwie Nottinghamshire, kończąc 142-letnią historię energii elektrycznej opartej na węglu w tym kraju[2].

## 29 września
- Liczba ofiar śmiertelnych huraganu Helene wzrosła do co najmniej 116 osób, w tym 46 w Karolinie Północnej, 27 w Karolinie Południowej, 25 w Georgii i 13 na Florydzie[3].
- Zakończyły się Mistrzostwa Świata w Kolarstwie Szosowym. W ostatniej konkurencji – wyścigu ze startu wspólnego mężczyzn – zwyciężył Słoweniec Tadej Pogačar[4].

## 28 września
- Co najmniej 170 osób zginęło, a 59 uznano za zaginione w wyniku powodzi i osuwisk w Nepalu[5].
- Rozpoczęła się misja SpaceX Crew-9 mająca na celu przetransportowanie dwóch astronautów misji Boeing Crew Flight Test na Ziemię[6][7].
- W wieku 88 lat zmarł Kris Kristofferson, amerykański aktor, piosenkarz, kompozytor i autor tekstów[8].

## 27 września
- Co najmniej 17 osób zginęło, a ponad 900 tys. zostało pozbawionych prądu z powodu silnych wiatrów i powodzi spowodowanych przez huragan Helene w stanie Georgia w Stanach Zjednoczonych. Stan wyjątkowy z powodu powodzi błyskawicznej został również wydany dla obszaru metropolitalnego Atlanty[9].
- Lider Hezbollahu, Hasan Nasr Allah, zginął w izraelskim ataku bombowym na podziemną bazę tej organizacji na południu Libanu[10][11].

## 25 września
- Intensywne i rozległe pożary w prowincji Córdoba w Argentynie zniszczyły 40 tys. hektarów (400 km²) lasów i gruntów rolnych, w tym wiele budynków gospodarczych, a także zabiły dużą liczbę bydła[12].

## 24 września
- Badania meteorytu z okresu ordowiku przeprowadzone przez Monash University dostarczyły dowodów na to, że ok. 446 milionów lat temu wokół Ziemi mogły istnieć pierścienie[13].
- Naukowcy z Uniwersytetu w Waterloo ogłosili, że udało im się pozytywnie zidentyfikować kości znalezione na Wyspie Króla Williama w Nunavut w Kanadzie, jako kości Jamesa Fitzjamesa, kapitana „HMS Erebus” z zaginionej ekspedycji Franklina[14].

## 23 września
- Co najmniej 30 rozkładających się ciał znaleziono w łodzi u wybrzeży Dakaru w Senegalu[15].
- Szwedzki producent technologii litowo-jonowej Northvolt ogłosił zmianę zakresu działalności firmy i zamiar zwolnienia 1600 pracowników w kraju[16].

## 22 września
- Liczba ofiar śmiertelnych eksplozji pagerów w Libanie wzrosła do 42 osób, a ponad 3500 zostało rannych[17].
- Naukowcy z Uniwersytetu Kapsztadzkiego i Instytutu Antropologii Ewolucyjnej im. Maxa Plancka ogłosili, że zrekonstruowali najstarszy ludzkie genomy, jakie kiedykolwiek znaleziono, należące do mężczyzny i kobiety, którzy żyli ok. 10 tys. lat temu w okresie mezolitu. Wcześniej najstarszy zdekodowany genom pochodził sprzed ok. 2000 lat[18].

## 21 września
- Co najmniej 51 górników zginęło, kilku zostało uwięzionych, a 21 zostało rannych w wyniku eksplozji w kopalni węgla w mieście Tabas w Iranie, spowodowanej wyciekiem metanu[19].
- Zakończyły się wybory regionalne oraz pierwsza tura częściowych wyborów do Senatu Republiki Czeskiej[20].
- Anura Kumara Dissanayake został wybrany na prezydenta Sri Lanki[21].

## 19 września
- Nieznany wcześniej utwór skomponowany przez Wolfganga Amadeusa Mozarta, „Ganz kleine Nachtmusik”, został odkryty w bibliotece w Lipsku w Niemczech. Siedem miniaturowych części na trio smyczkowe zostało prawdopodobnie skomponowanych w latach 60. XVIII wieku, gdy Mozart był nastolatkiem[22].

## 18 września
- Kapituła Generalna Kościoła Starokatolickiego Mariawitów, przyjęła rezygnację bp. M. Włodzimierza Jaworskiego z urzędu biskupa diecezji śląsko-łódzkiej i proboszcza parafii Kościoła Starokatolickiego Mariawitów w Łodzi, Pabianicach i Piątku. Na urząd biskupa diecezji śląsko-łódzkiej i proboszcza parafii Kościoła Starokatolickiego Mariawitów w Łodzi, Pabianicach i Piątku wybrany został bp. M. Ludwik Jabłoński[23].
- Zmarł Felicjan Andrzejczak, polski wokalista i muzyk, dawny wokalista Budki Suflera[24].

## 17 września
- Doszło do pierwszej fali eksplozji radiokomunikatorów (pagerów) Hezbollahu, podczas której zginęło 12 osób, w tym dwoje dzieci[25].
- Meta Platforms zakazało rosyjskim mediom państwowym korzystania z serwisów Facebook, Instagram i WhatsApp, w tym RT i Rossija siegodnia, powołując się na domniemane oszukańcze taktyki stosowane przez te media w celu przeprowadzania „operacji dezinformacyjnych” przy jednoczesnym unikaniu wykrycia[26].

## 16 września
- Cztery osoby w Polsce i jedna w Czechach zginęły w wyniku poważnych powodzi, zwiększając tym samym całkowitą liczbę ofiar śmiertelnych powodzi w Europie Środkowej do 13. Siedem kolejnych osób w Czechach uznawano za zaginione[27].

## 15 września
- Statek kosmiczny prywatnej misji kosmicznej „Polaris Dawn” obsługiwany przez SpaceX powrócił na Ziemię po pięciu dniach na orbicie[28].

## 14 września
- W wyniku powodzi w Rumunii i Czechach zginęły co najmniej cztery osoby, a tysiące domów zostało uszkodzonych[29].
- Według szacunków w 2024 roku w Brazylii spłonęło 37,6 mln ha lasów, czyli więcej niż powierzchnia Niemiec i ponad dwukrotnie więcej niż średnia roczna z lat 2012–2023[30].
- Inwazja Rosji na Ukrainę: Po spotkaniu w Kijowie ministrowie spraw zagranicznych Polski i Ukrainy zaapelowali o zakończenie wypłacania świadczeń socjalnych Ukraińcom mieszkającym w Polsce i Europie oraz o uruchomienie programów Unii Europejskiej, które umożliwią im powrót na Ukrainę, aby powstrzymać uchylanie się od poboru do wojska[31].

## 13 września
- Liczba ofiar śmiertelnych tajfunu Yagi w północnym Wietnamie wzrosła do 233, ponad 820 zostało rannych, a 103 osoby nadal uznawano za zaginione[32].

## 12 września
- W ramach misji Polaris Dawn astronauci Jared Isaacman i Sarah Gillis przeprowadzili pierwszy komercyjny spacer kosmiczny[33].

## 11 września
- Po wystrzeleniu rosyjskiego statku kosmicznego Sojuz MS-26 z kosmodromu Bajkonur w Kazachstanie, w przestrzeni kosmicznej znajdowała się rekordowa liczba 19 osób w tym samym czasie. Poprzedni rekord został ustanowiony w 2023 roku i wynosił 17 osób[34][35].

## 9 września
- W wieku 93 lat zmarł James Earl Jones, amerykański aktor filmowy i teatralny, laureat Oscara za całokształt twórczości[36].

## 8 września
- Amerykański dramat historyczny Szōgun zdobył rekordową liczbę 14 nagród Emmy podczas rozdania nagród Creative Arts Emmy w 2024 roku, co stanowi największą liczbę nagród w historii dla jednego sezonu serialu[37].
- Zakończyła się 79. edycja wyścigu kolarskiego Vuelta a España, którą wygrał Primož Roglič (Red Bull-Bora-Hansgrohe)[38].
- Zakończyły się Letnie Igrzyska Paralimpijskie 2024 w Paryżu. Liderem klasyfikacji medalowej została reprezentacja Chin[39].
- Zakończyła się 144. edycja US Open. Zwycięzcami w grze indywidualnej zostali Jannik Sinner[40] i Aryna Sabalenka[41].

## 7 września
- Lądowaniem na Ziemi zakończyła się misja kapsuły Boeing Starliner (CST-100) w ramach Boeing Crew Flight Test. Jej załoga pozostała na Międzynarodowej Stacji Kosmicznej, skąd ma wrócić w lutym 2025 statkiem Crew Dragon[42].

## 6 września
- W Unikowie odbył się pogrzeb ks. Franza Zagermanna w stosunku którego toczy się proces beatyfikacyjny, a który został zamordowany w lutym 1945 roku przez żołnierzy Armii Czerwonej. Uroczystościom przewodniczył abp Józef Górzyński[43][44].

## 5 września
- Emily Armstrong została oficjalnie ogłoszona nową wokalistką grupy Linkin Park, a Colin Brittain jej nowym perkusistą, podczas koncertu w Los Angeles, który był transmitowany m.in. na YouTube oraz Instagramie i w trakcie, którego został zaprezentowany również nowy utwór grupy pt. „The Emptiness Machine”[45][46].
- Michel Barnier został powołany na urząd premiera Francji[47].

## 4 września
- Przewidywano, że mała, 1,5-metrowa asteroida, 2024 RW1, spadnie nieszkodliwie jako kula ognia nad wyspą Luzon na Filipinach ok. godziny 16:40 UTC (00:40 czasu lokalnego). Była to dziewiąta asteroida, którą udało się odkryć przed uderzeniem w Ziemię[48].

## 2 września
- Ekspedycja do wraku statku „RMS Titanic” ujawniła znaczne zniszczenie dziobu, a także ponowne odkrycie brązowej repliki Diany z Wersalu, widzianej ostatnio podczas wstępnych badań wraku w 1986 roku[49].